# حزب العدالة الاجتماعية الأردني
حزب العدالة الاجتماعية هو حزب سياسي أردني تأسس في عام 2014، واتخذ مقرًا له في مدينة السلط، قبل أن يتمّ حله في عام 2023.

## قيادات للحزب
شغل عبد الفتاح النسور منصب الأمين العام لحزب العدالة الاجتماعية الأردني منذ تأسيسه في عام 2014 وحتى تمّ حلّ الحزب في عام 2023، وكان من بين الأعضاء البارزين في الحزب إبراهيم الجزازي.

## لمحة تاريخية
تأسس حزب العدالة الاجتماعية الأردني في عام 2014، وكان واحدًا من بين خمسة أحزاب شكلت ائتلاف أحزاب التجمع الوطني الوسطية الاصلاحية في الأردن إلى جانب كل من حزب البلد الامين والحزب الوطني الدستوري، وحزب الفرسان الأردني، وحزب المساواة الاردني. وفي عام 2022 أعلن حزب العدالة الاجتماعية عن اعتزامه خوض انتخابات المجالس البلدية ومجالس المحافظات ومجلس أمانة عمان الكبرى.

## حل الحزب
في مايو/أيار عام 2023 اعتُبر حزب العدالة الاجتماعية الأردني حزبًا مُنحلًّا بعدما استبعده مجلس مفوضي الهيئة المستقلة للانتخاب في الأردن بسبب عدم تمكنه من استيفاء بعض الشروط التي نصّ عليها قانون الأحزاب الأردني رقم (7) والصادر في عام 2022. كانت الحكومة الأردنية قد أقرت في العام السابق قانونًا لتنظيم تأسيس الأحزاب السياسية في الأردن، وكانت مواد هذا القانون تشترط أن تُحقّق الأحزاب السياسية مجموعة من المعايير لكي تتم الموافقة على تأسيسها وتُصبح أحزابًا مُعترف بها رسميًا ويحق لها المُشاركة في الانتخابات البرلمانية الأردنية. كان من بين هذه الشروط أن ينضمّ للحزب في وقت إعلان تأسيسه ما لا يقلّ عن 1000 عضو في ستة مُحافظات أردنية مُختلفة، بحيث لا تقل نسبة النساء عن 20 بالمائة من أعضاء الحزب ولا تقل نسبة الشباب عن 20 بالمائة من الأعضاء.
أمهلت الهيئة المُستقلة للانتخاب الأحزاب التي لا تُحقّق بعض أو كل اشتراطات قانون الأحزاب حتى مايو/أيار في العام التالي لكي تتمكّن من توفيق أوضاعها، بينما اعتبرت الأحزاب التي لم تتمكّن من ذلك بعد انقضاء المُهلة المُحددة أحزابًا منحلة، وبناءًا على ذلك تم حل 19 حزبًا سياسيًّا، وكان حزب العدالة الاجتماعية الأردني واحدًا من هذه الأحزاب.